# دهستان سطر
دهستان سطر ( به کوردی : سه‌ته‌ر ) نام دهستانی در بخش کلیائی شهرستان سنقر، استان کرمانشاه در ایران است. براساس سرشماری مرکز آمار ایران در سال ۱۳۸۵، جمعیت آن ۵۱۶۰ نفر (۱۳۲۷ خانوار) بوده‌است.